# Шаттлуорт, Бобби
Ро́берт «Бо́бби» Ша́ттлуорт (англ. Robert "Bobby" Shuttleworth; 13 мая 1987, Тонаванда, Нью-Йорк, США) — американский футболист, вратарь.

## Биография
Во время обучения в Колледже Лойолы в Мэриленде в 2005 году и Университете Буффало в 2006—2008 годах Шаттлуорт выступал за их студенческие команды в Национальной ассоциации студенческого спорта. Во время межсезоний в колледжах он играл за клубы лиги четвёртого уровня PDL — «Олбани Адмиралс» в 2007 году и «Каламазу Аутрейдж» в 2008 году.
В 2009 году Шаттлуорт короткое время играл за клуб «Баффало Сити» в летней лиге NPSL.
18 июня 2009 года клуб MLS «Нью-Инглэнд Революшн» подписал Шаттлуорта в свой молодёжный состав. В том же году он отдавался в краткосрочную аренду в клуб из лиги третьего уровня USL Second Division «Уэстерн Масс Пайонирс». За «Революшн» Бобби дебютировал 12 мая 2010 года в матче предварительного раунда Открытого кубка США против «Нью-Йорк Ред Буллз». 29 числа того же месяца состоялся его дебют в MLS в матче против тех же «Ред Буллз», где он вышел на замену вместо получившего травму Престона Бёрпо. Полноценный контракт с Шаттлуортом «ревс» подписали в начале 2011 года. В течение трёх сезонов Шаттлуорт являлся резервным вратарём за спиной Мэтта Риса. Роль основного голкипера команды он примерил по ходу сезона 2013, когда Рис выбыл из строя из-за травмы, а окончательно утвердился в статусе «первого номера», начиная со следующего сезона, после завершения Рисом карьеры игрока. Шаттлуорт совмещал выступления за «Нью-Инглэнд Революшн» с работой тренера вратарей в футбольной команде Университета Бентли.
15 февраля 2017 года Шаттлуорт был обменян в клуб-новичок MLS «Миннесота Юнайтед» на Феми Холлингера-Джензена. В новой команде Шаттлуорт начал в качестве запасного вратаря, однако уже во второй игре сезона ему пришлось выйти на поле после травмы основного голкипера Йона Альвбоге, и уверенные выступления в нескольких следующих играх помогли закрепиться в стартовом составе. В сезоне 2019 после прихода Вито Манноне Шаттлуорт потерял место в стартовом составе. 6 августа 2019 года Шаттлуорт отправился в аренду в клуб Чемпионшипа ЮСЛ «Сакраменто Рипаблик» на оставшуюся часть сезона. За «Рипаблик» он дебютировал 17 августа 2019 года в матче против «Колорадо-Спрингс Суитчбакс», в котором оставил свои ворота в неприкосновенности, совершив четыре сейва, и помог выиграть со счётом 4:0. По окончании сезона 2019 контракт Шаттлуорта с «Миннесотой Юнайтед» истёк.
30 января 2020 года Шаттлуорт подписал контракт с «Чикаго Файр», рассчитанный на срок до конца сезона 2021. В августе 2020 года после травмы Кеннета Кронхолма Шаттлуорт стал первым вратарём клуба. За «Файр» он дебютировал 20 августа 2020 года в матче против «Коламбус Крю». По окончании сезона 2021 контракт Шаттлуорта с «Чикаго Файр» истёк.
14 января 2022 года Шаттлуорт на правах свободного агента присоединился к «Атланте Юнайтед», подписав однолетний контракт с опцией продления ещё на один год. За «Атланту Юнайтед» он дебютировал 16 апреля в матче против «Цинциннати», в котором вышел на замену во втором тайме после травмы Брэда Гузана.
7 июля 2022 года Бобби Шаттлуорт объявил о завершении футбольной карьеры.

## Статистика выступлений
| Выступление             | Выступление      | Выступление      | Лига | Лига | Плей-офф | Плей-офф | Кубок | Кубок | Итого | Итого |
| Клуб                    | Лига             | Сезон            | Игры | ГП   | Игры     | ГП       | Игры  | ГП    | Игры  | ГП    |
| ----------------------- | ---------------- | ---------------- | ---- | ---- | -------- | -------- | ----- | ----- | ----- | ----- |
| Нью-Инглэнд Революшн    | MLS              | 2009             | 0    | 0    | 0        | 0        | 0     | 0     | 0     | 0     |
| Нью-Инглэнд Революшн    | MLS              | 2010             | 6    | 9    | —        | —        | 1     | 3     | 7     | 12    |
| Нью-Инглэнд Революшн    | MLS              | 2011             | 8    | 17   | —        | —        | 0     | 0     | 8     | 17    |
| Нью-Инглэнд Революшн    | MLS              | 2012             | 8    | 7    | —        | —        | 1     | 3     | 9     | 10    |
| Нью-Инглэнд Революшн    | MLS              | 2013             | 23   | 30   | 0        | 0        | 0     | 0     | 23    | 30    |
| Нью-Инглэнд Революшн    | MLS              | 2014             | 32   | 40   | 5        | 8        | 0     | 0     | 37    | 48    |
| Нью-Инглэнд Революшн    | MLS              | 2015             | 31   | 41   | 1        | 2        | 0     | 0     | 32    | 43    |
| Нью-Инглэнд Революшн    | MLS              | 2016             | 21   | 38   | —        | —        | 1     | 2     | 22    | 40    |
| Нью-Инглэнд Революшн    | Итого            | Итого            | 129  | 182  | 6        | 10       | 3     | 8     | 138   | 200   |
| → Уэстерн Масс Пайонирс | USL-2            | 2009             | 6    | 15   | —        | —        | —     | —     | 6     | 15    |
| → Уэстерн Масс Пайонирс | Итого            | Итого            | 6    | 15   | 0        | 0        | 0     | 0     | 6     | 15    |
| Миннесота Юнайтед       | MLS              | 2017             | 33   | 60   | —        | —        | 0     | 0     | 33    | 60    |
| Миннесота Юнайтед       | MLS              | 2018             | 25   | 51   | —        | —        | 2     | 1     | 27    | 52    |
| Миннесота Юнайтед       | MLS              | 2019             | 0    | 0    | —        | —        | 0     | 0     | 0     | 0     |
| Миннесота Юнайтед       | Итого            | Итого            | 58   | 111  | 0        | 0        | 2     | 1     | 60    | 112   |
| → Сакраменто Рипаблик   | USLC             | 2019             | 12   | 17   | 3        | 5        | —     | —     | 15    | 22    |
| → Сакраменто Рипаблик   | Итого            | Итого            | 12   | 17   | 3        | 5        | 0     | 0     | 15    | 22    |
| Чикаго Файр             | MLS              | 2020             | 17   | 28   | —        | —        | —     | —     | 17    | 28    |
| Чикаго Файр             | MLS              | 2021             | 23   | 38   | —        | —        | —     | —     | 23    | 38    |
| Чикаго Файр             | Итого            | Итого            | 40   | 66   | 0        | 0        | 0     | 0     | 40    | 66    |
| Атланта Юнайтед         | MLS              | 2022             | 7    | 11   | —        | —        | 2     | 3     | 9     | 14    |
| Атланта Юнайтед         | Итого            | Итого            | 7    | 11   | 0        | 0        | 2     | 3     | 9     | 14    |
| Всего за карьеру        | Всего за карьеру | Всего за карьеру | 252  | 402  | 9        | 15       | 7     | 12    | 268   | 429   |

Источники: Soccerway, SoccerStats.us.